# Черниговский областной художественный музей
Черниговский областной художественный музей имени Григория Галагана (укр. Чернігівський обласний художній музей) — музей в исторической части Чернигова Детинец в Деснянском районе. Создан в 1983 году.

## История создания музея

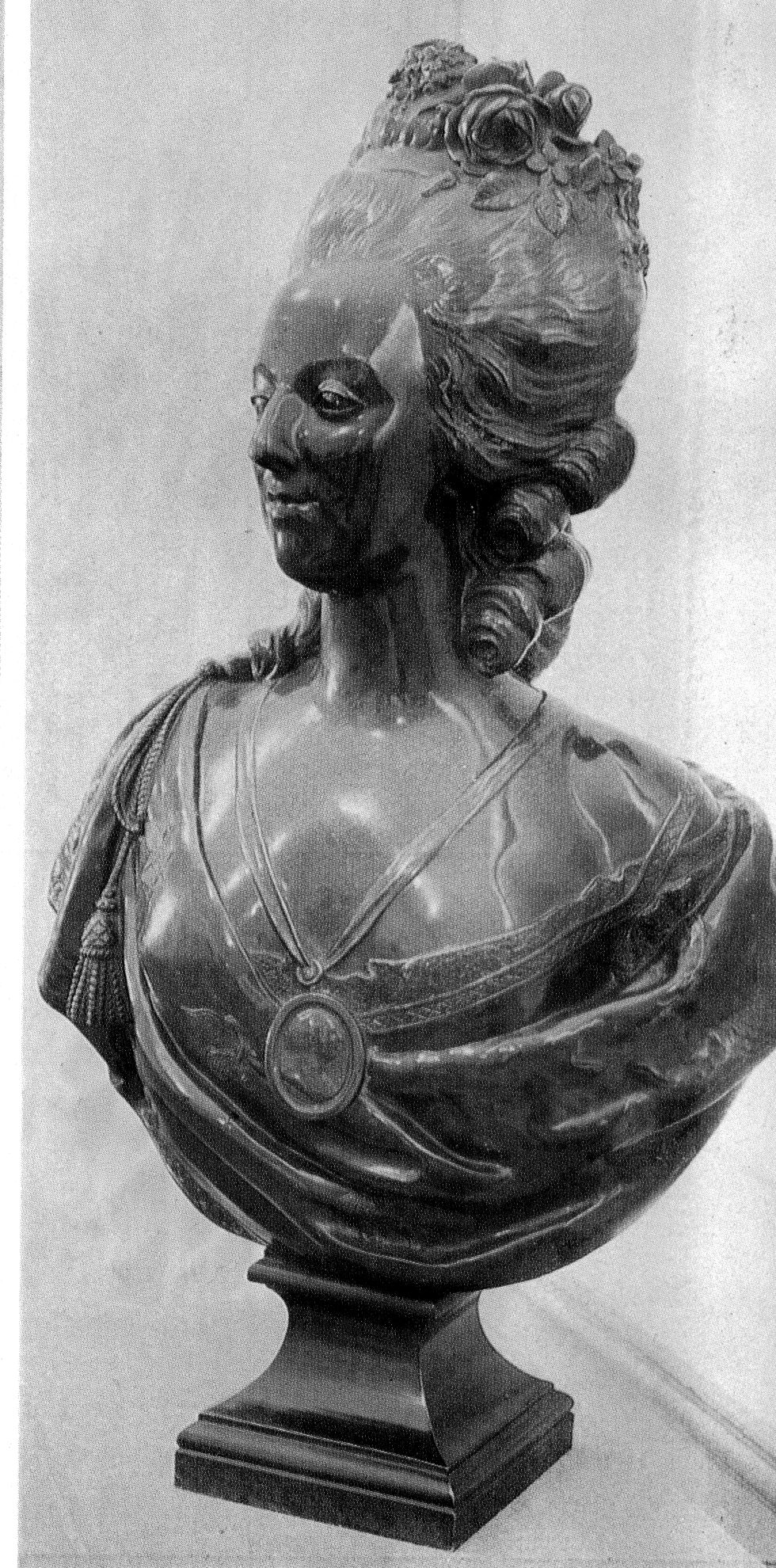
Феликс Леконт. Мария-Антуанетта. После 1783

Основан в 1983, размещается в здании бывшей женской гимназии на Валу — территории древнего детинца. Здание построено в 1899 (арх. Д. Савицкий), площадь строения более 4 тыс. кв. м. На здании установлена мраморная мемориальная доска учившейся здесь в гимназии Софьи Соколовской ― революционному и партийному деятелю.
Предполагается, что коллекцию начал собирать соратник И. Мазепы, впоследствии перешедший на сторону Петра I украинский полковник Игнатий Галаган, пополнялась она его потомками, в частности известным государственным деятелем Григорием Павловичем Галаганом.
Принадлежащая музею художественная коллекция (более 4 тыс. экспонатов) была передана из Черниговского исторического музея, созданного на основе Музея украинских древностей В. В. Тарновского, завещавшего в 1896 свою коллекцию городу. В коллекцию входили около 70 казацких портретов, более 40 икон и народных картин, около 15 тыс. образцов графики и скульптуры, а также коллекция из 400 произведений Т. Г. Шевченко и его последователей.
Около 600 живописных, графических и скульптурных работ русских и украинских художников XVII—XIX вв., произведения декоративно-прикладного искусства были взяты из музея Черниговской ученой архивной комиссии и Черниговской духовной семинарии.
После Октябрьской революции на Черниговщине была создана целая сеть историко-краеведческих музеев, куда поступали различные произведения искусства. Так, из Ленинградского музейного фонда был привезён ряд картин западноевропейских мастеров. Всего в период с 1919 по 1928 гг. историко-краеведческие музеи Черниговщины получили более 5 тыс. произведений искусства, в том числе работы художников, пользующихся всемирной известностью. Но многие из них погибли либо бесследно исчезли в годы Великой Отечественной войны. Лишь шевченковская коллекция, ещё до войны вывезенная из Чернигова, сохранилась почти полностью и составляет в настоящее время основу Государственного музея Т. Г. Шевченко в Киеве.
В послевоенные годы небольшая художественная коллекция Черниговского исторического музея стала пополняться за счёт уцелевших работ из районных музеев области, а также благодаря единичным поступлениям из Киевского музея русского искусства, Государственного исторического музея Украины, частных собраний. В 1965 открылся художественный отдел музея, в распоряжение которого был передан памятник архитектуры XVII века — дом Якова Лизогуба.

## Художественное собрание музея
В настоящее время в Черниговском художественном музее насчитывается свыше пяти тысяч экспонатов. Музей имеет отделы западноевропейского искусства XVI—XIX вв., украинского и русского искусства XVII-начала XX в., советского периода.

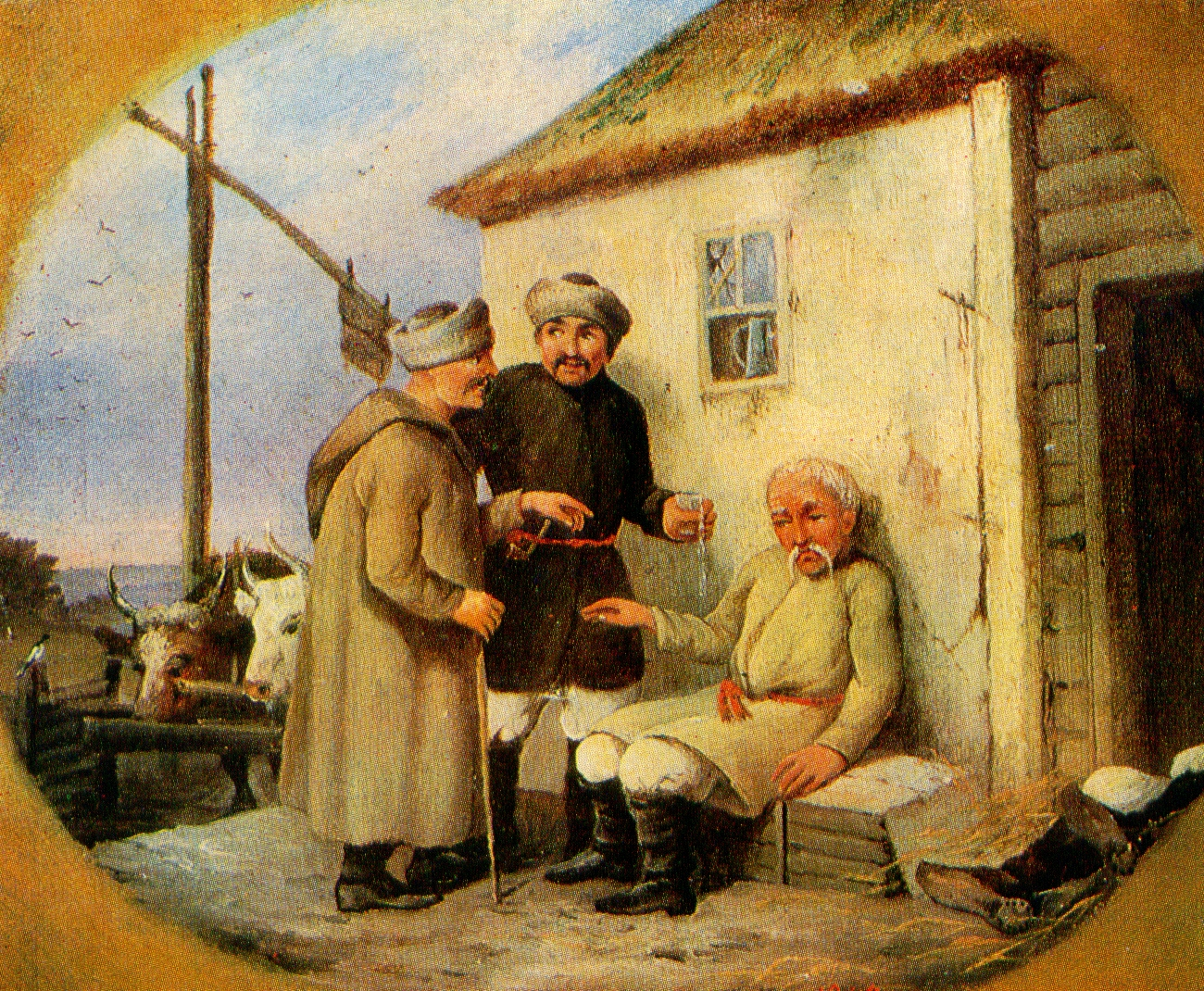
«Чумаки возле корчмы». Неизвестный художник, 1840-е гг.

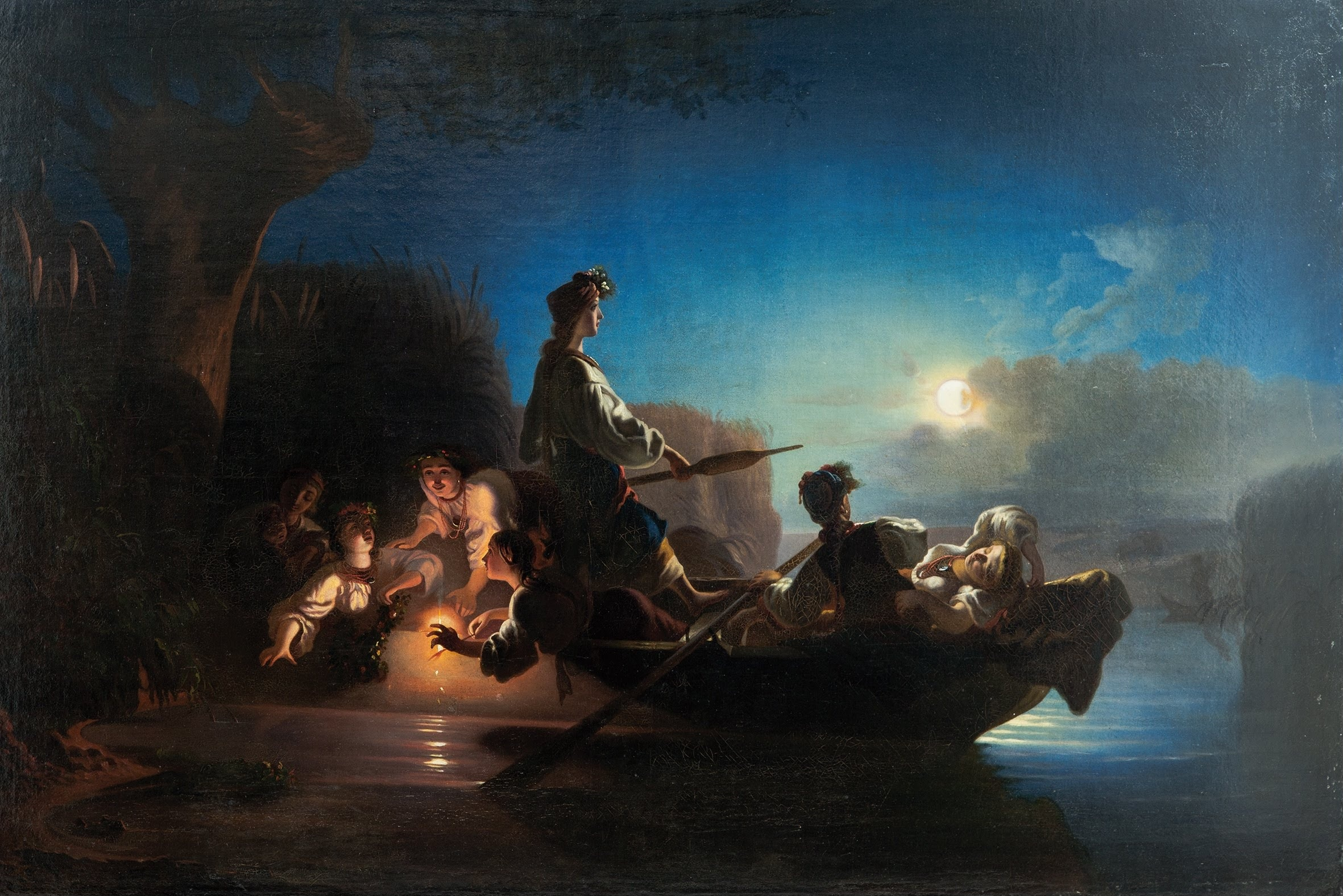
«Украинские девушки гадают на кронах». И. Соколов, 1860-е

Небольшой, но вызывающий значительный интерес раздел западноевропейского искусства открывается полотнами итальянской школы XVIII в., где привлекают внимание картины «Воспитание Амура Венерой и Меркурием» Якоба Росса и «Коронование» Микеле Скьявоне. Украшением раздела являются работы голландских и фламандских мастеров XVII—XVIII веков: «Концерт» Хендрика Тербрюггена, а также работы неизвестных художников. Искусство Франции XVIII—XIX веков представлено картинами таких известных живописцев, как Гюбер Робер («Руины старинного замка»), Франсуа Гране («Внутренний вид хоров в церкви капуцинского монастыря на площади Барберини в Риме»), Эрнест Мейссонье («Любитель картин»). Значительный интерес вызывают бронзовые отливы с произведений крупнейших мастеров французской скульптуры XVIII—XIX вв. Феликса Леконта («Мария-Антуанетта»), Гюстава Доре («Мадонна с младенцем»), Франсуа Помпона («Козетта»), а также анималистическая скульптура Пьера Жюля Мена. Уникальными в собрании музея являются картины немецких художников. Среди них — пейзаж Филиппа Иеронимуса Бринкмана («Руины старого замка»), Генриха Фрише («Пейзаж в Гарце»), работа Пауля Швеера («В корчме»). Влияние живописи немецких романтиков ощущается и в некоторых произведениях австрийского портретиста Генриха Гольпайна («Портрет Марии Комаровской»).
Значительно полнее и разнообразнее представлено в музее русское и украинское искусство XVII — начала XX века. Разнообразны по манере письма и стилистическим особенностям памятники украинской иконописи («Архистратиг Михаил», «Святая Варвара», «Трое святых», «Покрова богородицы»). А красочная, декоративная икона «Георгий Победоносец» вводит зрителя в мир многообразного в своих проявлениях народного примитива. О его связях как с фольклором, так и с профессиональным изобразительным творчеством на Украине свидетельствуют национальные, имеющие символический подтекст жанровые народные картины «Казак Мамай», «Бандурист возле корчмы» и другие.
Гордостью музея является коллекция украинской портретной живописи, знакомящая с развитием этого жанра на протяжении двух столетий — с конца XVII до начала XX в. К уникальным, классическим образцам ктиторского портрета относится «Портрет Василия Дунина-Борковского» работы неизвестного черниговского иконописца конца XVII в.
Фамильные портреты семейства Галаганов, поступившие из их родового поместья Сокиринцы, отличаются особой психологической выразительностью. Украшением портретной галереи музея считается «Портрет Василия Дарагана» кисти выдающегося немецкого художника Генриха Хойзера.
В тесной взаимосвязи с местными художественными традициями развивалось творчество многих русских живописцев, особенно после основания в 1757 году Петербургской Академии художеств. Наряду с произведениями бытового портрета, созданными неизвестными крепостными художниками («Портрет Ирины Галаган») либо дворовыми живописцами (К. Юшкевич-Стаховский — «Портрет Николая Марковича»), музей знакомит с творчеством русских и украинских академистов К. Павлова («Портрет Давида Горленко»), Г. Васько («Портрет Черкес»), А. Мокрицкого («Портрет Евгения Гребенки»), А. Волоскова («Готический мостик в Сокиринском парке»), И. Шаповаленко («Итальянка») и других мастеров, многие из которых создали ряд своих произведений на Черниговщине либо по заказу черниговских меценатов.
Полотна середины XIX в.— «Портрет девушки в красном платке» Н. Ге (?), «Гаданье девушек на венках о замужестве» И. Соколова, «Руины дворца Разумовского в Батурине» Л. Лагорио, «На пашне. Осенняя пахота в Малороссии» М. Клодта — свидетельство обращения многих художников к образам крестьян, сельскому быту, природе Украины.
Искусство второй половины XIX — начала XX века представлено в музее произведениями «Мефистофель» М. Антокольского, «Пруд на фабричной окраине» И.Крачковского, «Откуси кусочек» Ф. Бухгольца, «Вечер на Черниговщине» А. Скиргелло, «Рыбачьи сети» С. Светославского, «Розы» М. Беркоса. Здесь экспонируются также работы художников, которые долгое время либо всю свою творческую жизнь прожили на Черниговщине: И. Рашевского («Немые свидетели былой славы», «Улица в Чернигове», «Пароход на Десне»), В. Соколова («Портрет архитектора А. Ю. Ягна»), М. Холодовского («Туман»), Ф. Чирко («Пейзаж»), И. Яременко («Портрет Неговской»).
В отделе советского искусства есть «Портрет В. И. Ленина» работы известного советского скульптора Г. Нероды, автора первого ленинского монумента в Чернигове. Его же «Портрет А. В. Луначарского», а также «Портрет Ф. Э. Дзержинского», «Портрет Г. И. Петровского» кисти И. Пархоменко и линогравюрный плакат «А. М. Горький» М. Жука каждый по-своему доносят пафос первых лет Советской власти.
Особое место в собрании музея занимают произведения учеников и преподавателей Черниговской народной студии искусств (1919—1922) Ф. Чирко, А. Ржезникова, Л.Митькевича, И. Кричевского, Г. Тарасевича. Разнообразной была деятельность этой студии, сыгравшей исключительно большую роль в художественной жизни Чернигова периода гражданской войны. В коллекции украинской живописи 1920—1930-х гг. выделяются полотна-варианты «Переход Красной Армии через Сиваш» Н. Самокиша и «Творцы первой пятилетки» из цикла «Днепрострой» К. Трохименко. В годы Великой Отечественной войны возник цикл этюдов «В опустошенном Чернигове», подаренный их автором — С. Шишко музею. Возрождению художественных традиций Черниговщины в послевоенный период содействовала творческая деятельность черниговских художников В. Зенченко, А. Петуся, И. Лисицына, Г. Петраша, а также А. Мордовца, А. Шкурко, М. Прокопюка.
Современное изобразительное искусство Черниговщины представляют В. Емец, А. Какало, Е. Крип, В. Трубчанинов.
Знакомит музей и с произведениями таких выдающихся мастеров украинской советской живописи, как М. Дерегус, В. Костецкий, С. Григорьев, Т. Яблонская, И. Бокшай, 3. Шолтес.
Отдел народной игрушки насчитывает около 350 экспонатов из глины, дерева и соломы. Игрушки не только с Украины, но и российские, белорусские.

## Кражи из музея
Кражи из музея происходили в 1996, 1997, 1998 годах.
В 1996 году из выставочного зала украли картину Т. Смитса «Натюрморт с клубникой» (1657). Картина не найдена. 
В 1997 грабители в масках оглушили охранника и унесли 9 картин и 3 бронзовые небольшие скульптуры. Одна из картин (Х. Тербрюгген «Концерт» (1626) по размерам не влезла, видимо, в машину, и грабители бросили её невдалеке в кусты.
В 1998 году было украдено 7 картин, среди которых «Портрет девушки в белом чепчике» Ж. Б. Грёза стоимостью 500 тысяч долларов. Похитителей нашли при попытке продажи полотен, ими руководил хозяин фирмы, ремонтирующей музей. Все экспонаты возвращены музею.